# Список лидеров кинопроката США 2011 года
Список лидеров кинопроката США 2011 года содержит аннотированное перечисление фильмов, которые занимали первое место в США по итогам сборов каждой из недель 2011 года.

## Список
Указаны сборы в кинопрокате за одну текущую неделю.
| #  | Дата             | Фильм                                         | Сборы        | Примечания |
| -- | ---------------- | --------------------------------------------- | ------------ | --- |
| 2  | 9 января 2011    | Знакомство с Факерами 2                       | $26,300,000  | 2 недели на № 1 |
| 3  | 16 января 2011   | Зелёный Шершень                               | $40,012,543  | |
| 4  | 23 января 2011   | Больше, чем секс                              | $19,652,921  | |
| 5  | 30 января 2011   | Обряд                                         | $14,789,393  | [ 3 ] |
| 6  | 6 февраля 2011   | Соседка                                       | $15,002,635  | [ 4 ] |
| 7  | 13 февраля 2011  | Притворись моей женой                         | $30,514,732  | [ 5 ] |
| 8  | 20 февраля 2011  | Неизвестный                                   | $21,770,000  | [ 6 ] |
| 9  | 27 февраля 2011  | Безбрачная неделя                             | $13,535,374  | Первоначально лидировал мультфильм Гномео и Джульетта. |
| 10 | 6 марта 2011     | Ранго (мультфильм)                            | $38,079,323  | Лучшие сборы за неделю с начала года. |
| 11 | 13 марта 2011    | Инопланетное вторжение: Битва за Лос-Анджелес | $35,573,187  | |
| 12 | 20 марта 2011    | Пол: Секретный материальчик                   | $25,796,299  | |
| 13 | 27 марта 2011    | Дневник слабака: правила Родрика              | $23,751,502  | |
| 14 | 3 апреля 2011    | Бунт ушастых                                  | $37,543,710  | |
| 15 | 10 апреля 2011   | Бунт ушастых                                  | $21,298,240  | 2 недели на № 1 |
| 16 | 17 апреля 2011   | Рио (мультфильм)                              | $39,225,962  | |
| 17 | 24 апреля 2011   | Рио                                           | $26,323,321  | 2 недели на № 1 |
| 18 | 1 мая 2011       | Форсаж 5                                      | $86,198,765  | Форсаж 5 побил рекорд фильма Форсаж 4 ($70.9 млн) для лучшего дебюта в апреле. |
| 19 | 8 мая 2011       | Тор                                           | $65,723,338  | [ 7 ] |
| 20 | 15 мая 2011      | Тор                                           | $34,703,035  | 2 недели на № 1 |
| 21 | 22 мая 2011      | Пираты Карибского моря: На странных берегах   | $90,151,958  | Пираты Карибского моря: На странных берегах стал лучшим по сборам дебютом года. |
| 22 | 29 мая 2011      | Мальчишник 2: Из Вегаса в Бангкок             | $85,946,294  | Мальчишник 2: Из Вегаса в Бангкок побил рекорд фильма Симпсоны в кино ($74.0 млн) для лучшего дебюта для комедий. Он также побил рекорд фильма Остин Пауэрс: Голдмембер ($73.0 млн) для лучшего дебюта комедий «live-action comedy». |
| 23 | 5 июня 2011      | Люди Икс: Первый Класс                        | $55,101,604  | [ 10 ] |
| 24 | 12 июня 2011     | Супер 8                                       | $38,000,000  | [ 11 ] |
| 25 | 19 июня 2011     | Зелёный Фонарь                                | $53,174,303  | |
| 26 | 26 июня 2011     | Тачки 2                                       | $66,135,507  | |
| 27 | 3 июля 2011      | Трансформеры 3: Тёмная сторона Луны           | $97,852,865  | Этот новый фильм побил старый рекорд фильма Человек-паук 2 по лучшим сборам в День независимости США. Лучший дебют года на эту неделю. |
| 28 | 10 июля 2011     | Трансформеры 3: Тёмная сторона Луны           | $47,103,276  | 2 недели на № 1 |
| 29 | 17 июля 2011     | Гарри Поттер и Дары Смерти: часть 2           | $168,550,000 | 8-й Гарри Поттер побил несколько рекордов. С результатом $43,5 млн он побил рекорд полуночных сборов, установленный ранее фильмом Сумерки. Сага. Затмение ($30 млн). С результатом в $2 млн полуночных сборов на IMAX 3D побит прежний рекорд фильма Гарри Поттер и Дары Смерти: часть 1 ($1,4 млн). В первый день сборы составили $92,1 млн, что побило рекорд фильма Сумерки. Сага. Новолуние ($72,7 млн) для лучших сборов за одни сутки всех времён.. Он также побил рекорд Тёмного рыцаря ($158,4 млн) для лучших сборов в дебютный уикенд всех времён, и для лучшего дебютного уикенда июля. Лучший дебют года. |
| 30 | 24 июля 2011     | Первый мститель (Captain America)             | $65,058,524  | |
| 31 | 31 июля 2011     | Ковбои против пришельцев                      | $36,431,290  | Первоначально фильм Ковбои против пришельцев делил первое место по сборам со Смурфиками |
| 32 | 7 августа 2011   | Восстание планеты обезьян                     | $54,806,191  | |
| 33 | 14 августа 2011  | Восстание планеты обезьян                     | $27,832,307  | 2 недели на № 1 |
| 34 | 21 августа 2011  | Прислуга                                      | $20,018,659  | The Help стал #1 на вторую неделю проката. |
| 35 | 28 августа 2011  | Прислуга                                      | $14,536,118  | |
| 36 | 4 сентября 2011  | Прислуга                                      | $14,594,623  | Первый фильм года, пробывший на № 1 3 недели. |
| 37 | 11 сентября 2011 | Заражение                                     | $22,403,596  | [ 14 ] |
| 38 | 18 сентября 2011 | Король Лев (в 3D)                             | $30,151,614  | The Lion King (in 3D) стал первым ре-релизом сразу взошедшим на #1 впервые после фильма Звёздные войны. Эпизод VI: Возвращение джедая (Special Edition), который это сделал при переиздании в марте 1997 года. |
| 39 | 25 сентября 2011 | Король Лев (в 3D)                             | $21,929,332  | The Lion King (in 3D) стал первым ре-релизом сразу две недели сохранявшим первое место (#1) впервые после фильма Звёздные войны. Эпизод V: Империя наносит ответный удар (Special Edition), который это сделал при переиздании в марте 1997 года. |
| 40 | 2 октября 2011   | История дельфина (Dolphin Tale)               | $13,912,419  | Dolphin Tale стал #1 на вторую неделю проката. |
| 41 | 9 октября 2011   | Живая сталь (Real Steel)                      | $27,319,677  | Real Steel побил рекорд фильма Рокки 4($20 млн.) для лучшего дебюта фильма о боксе. |
| 42 | 16 октября 2011  | Живая сталь                                   | $16,304,000  | 2 недели на № 1 |
| 43 | 23 октября 2011  | Паранормальное явление 3                      | $52,568,183  | Paranormal Activity 3 побил рекорд фильма Паранормальное явление 2 ($40,6 млн.) для лучшего дебюта фильмов в жанре ужасов. Он также побил рекорд фильма Чудаки 3D ($50,3 млн.) для лучшего дебюта в октябре. |
| 44 | 30 октября 2011  | Кот в сапогах (мультфильм, 2011)              | $34,077,439  | Puss in Boots побил рекорд фильма Пила 3 ($33,6 млн.) для лучшего дебюта фильма на Halloween. |
| 45 | 6 ноября 2011    | Кот в сапогах                                 | $33,035,000  | 2 недели на № 1 |
| 46 | 13 ноября 2011   | Война богов: Бессмертные (Immortals)          | $32,206,425  | [ 22 ] |
| 47 | 20 ноября 2011   | Сумерки. Сага: Рассвет — Часть 1              | $139,500,000 | Четвёртые «Сумерки» (The Twilight Saga: Breaking Dawn — Part 1) возглавили североамериканский кинопрокат |
| 48 | 27 ноября 2011   | Сумерки. Сага: Рассвет — Часть 1              | $41,683,574  | |
| 49 | 4 декабря 2011   | Сумерки. Сага: Рассвет — Часть 1              | $16,535,465  | 3 недели на № 1 |
| 50 | 11 декабря 2011  | Старый Новый год (New Year’s Eve)             | $13,019,180  | |
| 51 | 18 декабря 2011  | Шерлок Холмс: Игра теней                      | $40,020,000  | «Шерлок Холмс 2» опередил мультфильм «Элвин и бурундуки 3D» с 23,5 млн долл. и фильм «Миссия невыполнима: Протокол Фантом» с 13 миллионами |
| 52 | 25 декабря 2011  | Миссия невыполнима: Протокол Фантом           | $29,500,000  | |
| 1  | 1 января 2012    | Миссия невыполнима: Протокол Фантом           | $29,580,000  | |